# Grup poliedric
| · Simetrie involutivă · Cs, (*) · [ ] =       | · Simetrie ciclică · Cnv, (*nn) · [n] =      | · Simetrie diedrală · Dnh, (*n22) · [n,2] =   |
| Grup poliedric, [n,3], (*n32)                 |                                              |                                               |
| · Simetrie tetraedrică · Td, (*332) · [3,3] = | · Simetrie octaedrică · Oh, (*432) · [4,3] = | · Simetrie icosaedrică · Ih, (*532) · [5,3] = |

În geometrie un grup poliedric este oricare din grupurile de simetrie ale poliedrelor platonice. 

## Grupuri
Există trei grupuri poliedrice:
- Grupul tetraedric de ordinul 12, grupul de simetrie rotațională al tetraedrului regulat. Este izomorf cu A4.

- Clasele de conjugare⁠(d) ale T sunt:

- identitatea
- 4 × rotație cu 120° în sens trigonometric, ordin 3
- 4 × rotație cu 120° în sens orar, ordin 3
- 3 × rotație cu 180°, ordin 2

- Grupul octaedric de ordinul 24, grupul de simetrie rotațională al cubului și octaedrului regulat. Este izomorf cu S4.

- Clasele de conjugare ale O sunt:

- identitatea
- 6 × rotație cu ±90° în jurul vârfurilor, ordin 4
- 8 × rotație cu ±120° în jurul centrelor triunghiurilor, ordin 3
- 3 × rotație cu 180° în jurul vârfurilor, ordin 2
- 6 × rotație cu 180° în jurul mijloacelor laturilor, ordin 2

- Grupul icosaedric de ordinul 60, grupul de simetrie rotațională al dodecaedrului regulat și al icosaedrului regulat. Este izomorf cu A5.

- Clasele de conjugare ale I sunt:

- identitatea
- 12 × rotație cu ±72°, ordin 5
- 12 × rotație cu ±144°, ordin 5
- 20 × rotație cu ±120°, ordin 3
- 15 × rotație cu 180°, ordin 2

Aceste simetrii se dublează la 24, 48, respectiv 120 pentru grupurile de reflexie complete.  Simetriile de reflexie au 6, 9 și respectiv 15 plane de oglindire. Simetria octaedrică, [4,3] poate fi văzută ca reunirea a 6 plane de oglindire de simetrie tetraedrică [3,3] și a 3 plane de oglindire de simetrie diedrală Dih2, [2,2 ]. Simetria piritoedrică este o altă dublare a simetriei tetraedrice.
Clasele de conjugare ale simetriei tetraedrice complete, Td≅S4, sunt:
- identitatea
- 8 × rotație cu 120°
- 3 × rotație cu 180°
- 6 × reflexie în plan față de două axe
- 6 × rotație improprie cu 90°

Clasele de conjugare ale simetriei piritoedrice, Th, le cuprind pe cele ale lui T, cu cele două clase de 4 combinate și fiecare cu inversare:
- identitatea
- 8 × rotație cu 120°
- 3 × rotație cu 180°
- inversiunea
- 8 × rotație improprie cu 60°
- 3 × reflexie în plan

Clasele de conjugare ale grupului octaedric complet, Oh≅S4 × C2, sunt:
- inversiunea
- 6 × rotație improprie cu 90°
- 8 × rotație improprie cu 60°
- 3 × reflexie în plan perpendicular pe o axă, cu 4 poziții
- 6 × reflexie în plan perpendicular pe o axă, cu 2 poziții

Clasele de conjugare ale grupului icosaedric complet, Ih≅A5 × C2, sunt:
- inversiunea
- 12 × rotație improprie cu 108°, ordin 10
- 12 × rotație improprie cu 36°, ordin 10
- 20 × rotație improprie cu 60°, ordin 6
- 15 × reflexie, ordin 2

## Grupuri poliedrice chirale
| Nume (Orb.) | Notația Coxeter | Ordin | Structură abstractă | Puncte de rotație #valență | Diagrame  | Diagrame     | Diagrame     | Diagrame     |
| Nume (Orb.) | Notația Coxeter | Ordin | Structură abstractă | Puncte de rotație #valență | Ortogonal | Stereografic | Stereografic | Stereografic |
| ----------- | --------------- | ----- | ------------------- | -------------------------- | --------- | ------------ | ------------ | ------------ |
| T (332)     | · [3,3]+        | 12    | A4                  | 43 2                       |           |              |              |              |
| Th (3*2)    | · [4,3+]        | 24    | A4×2                | 43 · 3*2                   |           |              |              |              |
| O (432)     | · [4,3]+        | 24    | S4                  | 34 3 62                    |           |              |              |              |
| I (532)     | · [5,3]+        | 60    | A5                  | 65 103 152                 |           |              |              |              |

## Grupuri poliedrice complete
| Weyl Schoe. (Orb.) | Notația Coxeter | Ordin | Structură abstractă | Număr Coxeter (h) | Oglinzi (m) | Diagrame ale oglindirilor | Diagrame ale oglindirilor | Diagrame ale oglindirilor | Diagrame ale oglindirilor |
| Weyl Schoe. (Orb.) | Notația Coxeter | Ordin | Structură abstractă | Număr Coxeter (h) | Oglinzi (m) | Ortogonal                 | Stereografic              | Stereografic              | Stereografic              |
| ------------------ | --------------- | ----- | ------------------- | ----------------- | ----------- | ------------------------- | ------------------------- | ------------------------- | ------------------------- |
| A3 Td (*332)       | · [3,3]         | 24    | S4                  | 4                 | 6           |                           |                           |                           |                           |
| B3 Oh (*432)       | · [4,3]         | 48    | S4×2                | 8                 | 3 · 6       |                           |                           |                           |                           |
| H3 Ih (*532)       | · [5,3]         | 120   | A5×2                | 10                | 15          |                           |                           |                           |                           |